# Győr Plaza

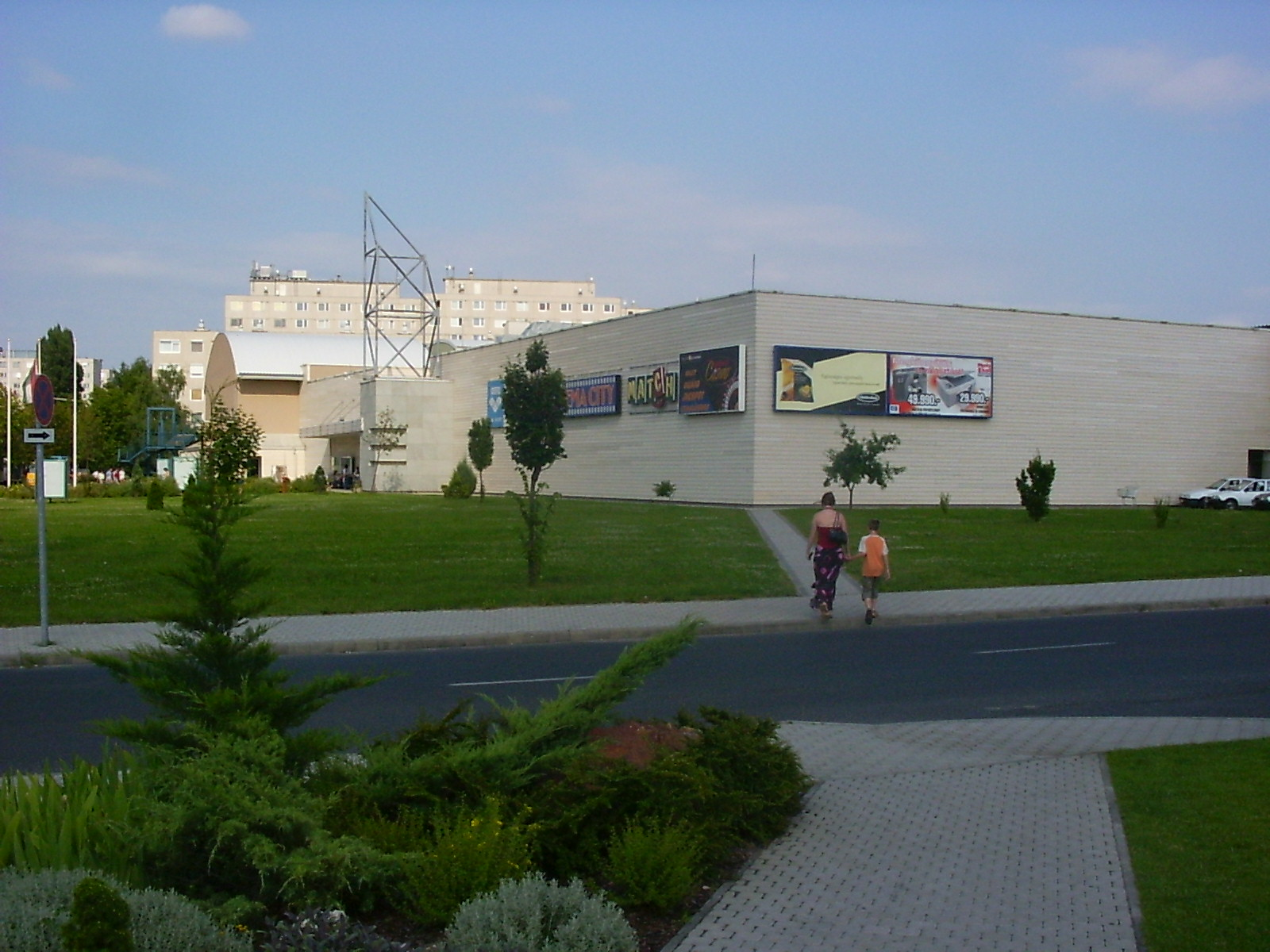
A Győr Plaza

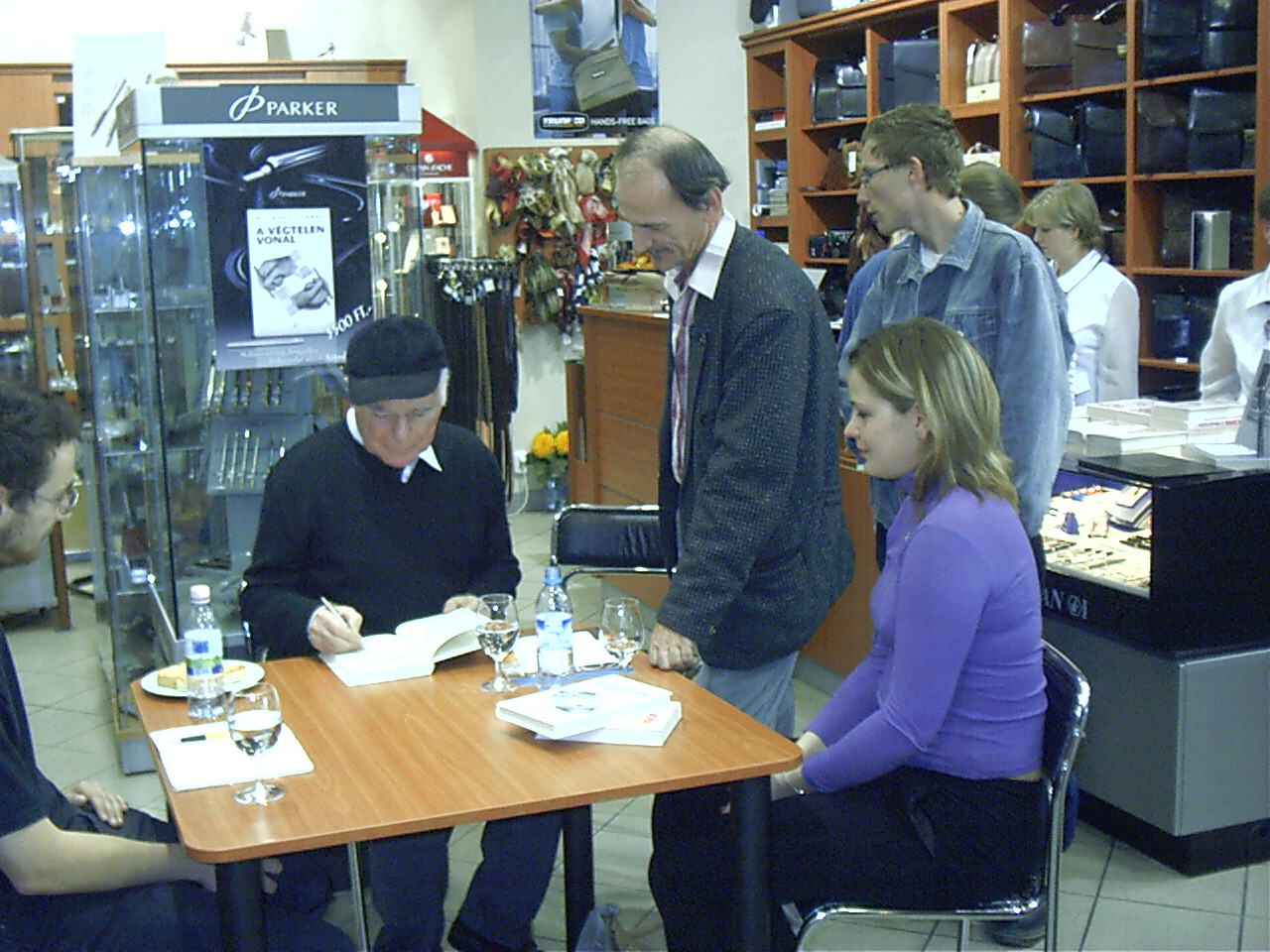
Moldova György dedikál

A Győr Plaza Magyarországon harmadikként, vidéken elsőként felépült bevásárló és szórakoztató központ. Felépülésével a város kereskedelme és vásárlási kultúrája fontos mérföldkövön haladt át. A Győr Plazát a kor igényeinek és követelményeinek megfelelően, konkrét gazdasági és szolgáltatási feladatok ellátására tervezték, és kivitelezték.
A Plaza reggel 9 órától késő estig várja 20.000 négyzetméter alapterületű komplexumában látogatóit, vásárlóit és a szórakozni vágyó közönségét. Rendszeres lehetőséget kínálva az egész év folyamán, mind a bevásárláshoz, mind a kikapcsolódáshoz.
A gépkocsival érkezőket 600 férőhelyes parkoló szolgálja ki. Tíz, a legújabb technikával felszerelt vetítőterem (mozi) minden igényt kielégítő kényelemmel várja látogatóit.

## Technikai adottságok
- Alapterülete: 19.800 négyzetméter
- Az üzletek száma: 49
- Multiplex mozitermek: 10 darab, egyenként 80-400 férőhelyesek.
- Játékterem: 960 négyzetméteres.
- Ételudvarok: összesen 88 ülőhely áll rendelkezésre

## Üzletek
FÖLDSZINT
- Cinema City, Retro Jeans, Bruno, Cosmos City, Bambini, Gas Jeans, Orex, Inmedio, Soltron szolárium, Opti Markt, Mona Lisa, Mister Minit, Essence, Telenor, Exclusive change, Nike, Converse, Sport Factory, Football World, BioTech USA, Auchan,  Rossmann, Dorothea ékszer, Asso cipő, Tiffany virág, Cigarillo, Gyógyszertár, Lipóti kávébár, Raiffeisen Bank, Arnold Gold, Vidanet, Woodoo, Alexandra könyvesbolt, Biohair fodrászat, Adidas, Premier táska, Krokko cipő, Moon Light ajándék, Green Caffé, Hope grill, Belfrit étterem, Thai Büfé, Vodafone, Don Pepe pizzéria, Merkur Spielo, Hada angol ruházat, kfc,pizza hut, pepco, libri,euronics , auchan ,ccc, deichmann,

## Külső hivatkozások
- Ségécé bevásárlóközpontok üzemeltetője az európai kontintensen